# 908 (numero)
Novecentootto (908) è il numero naturale dopo il 907 e prima del 909.

## Proprietà matematiche
- È un numero pari.
- È un numero composto con 6 divisori: 1, 2, 4, 227, 454, 908. Poiché la somma dei suoi divisori (escluso il numero stesso) è 688 < 908, è un numero difettivo.
- È un numero nontotiente (per cui la equazione φ(x) = n non ha soluzione).
- È un numero odioso.
- È parte delle terne pitagoriche  (681, 908, 1135), (908, 51525, 51533), (908, 103056, 103060), (908, 206115, 206117).

## Astronomia
- 908 Buda è un asteroide della fascia principale del sistema solare.
- NGC 908 è una galassia spirale della costellazione della Balena.

## Astronautica
- Cosmos 908 è un satellite artificiale russo.